# David Fizdale
David Sean Fizdale (Los Ángeles, California, 16 de junio de 1974) es un entrenador de baloncesto estadounidense que actualmente es asistente en los Phoenix Suns de la NBA.

## Trayectoria deportiva

### Universidad
Jugó durante cuatro temporadas con los Toreros de la Universidad de San Diego como base, en las que promedió 8,5 puntos y 5,4 asistencias por partido. En su temporada sénior promedió 8,9 puntos y 7,0 asistencias, liderando la West Coast Conference en ese apartado, lo que le valió para ser incluido en el mejor quinteto de la conferencia.

### Entrenador
Tras terminar su carrera, pasó un año como analista de vídeo en los Miami Heat, para en 1998 regresar a su alma mater como entrenador asistente, puesto que ocupó hasta 2002. De ahí pasó a los Fresno State Bulldogs, donde estuvo una temporada también como asistente, encargándose además del desarrollo de los jugadores y del reclutamiento de la universidad.
En 2003 comenzó su carrera como entrenador en la NBA, fichando como asistente de Eric Musselman en los Golden State Warriors. De ahí pasó a ejercer la misma labor durante cuatro temporadas en los Atlanta Hawks a las órdenes de Mike Woodson. En 2008 lo fichó Erik Spoelstra para su equipo de asistentes en Miami Heat, donde logró dos campeonatos, en 2012 y 2013. Fue además el entrenador principal del equipo en las ligas de verano de la NBA en 2010 y 2012.
En 2013 dirigió el Team Shaq en el Rising Stars Challenge del All-Star Weekend.
El 29 de mayo de 2016 fue nombrado entrenador principal de los Memphis Grizzlies. El 27 de noviembre de 2017, tras encadenar una racha de 8 derrotas consecutivas y recibir críticas por parte de la estrella del equipo, Marc Gasol, fue cesado de su cargo de entrenador principal. El 3 de mayo de 2018 se oficializa su fichaje como nuevo entrenador de los New York Knicks para 4 temporadas, sin embargo en diciembre de 2019 es despedido tras hacer la peor campaña en la historia de los Knicks y perder 8 partidos seguidos
En septiembre de 2021, Fizdale fue contratado para ser entrenador asistente en Los Angeles Lakers, como parte del cuerpo técnico de Frank Vogel.
El 29 de junio de 2022, los Utah Jazz contratan a Fizdale como gerente general asociado de la franquicia.
El 5 de junio de 2023 se une como asistente técnico de Frank Vogel en los Phoenix Suns.  En mayo de 2024, y tras la destitución de Vogel, decide dejar el equipo, pero el nuevo entrenador de los Suns, Mike Budenholzer, le convence para que se quede siendo su asistente.

## Estadísticas como entrenador
| Equipo   | Año     | P   | V  | D   | %V-D | Finalizó         | PP | VP | DP | %V-DP | Resultado               |
| -------- | ------- | --- | -- | --- | ---- | ---------------- | -- | -- | -- | ----- | ----------------------- |
| Memphis  | 2016-17 | 82  | 43 | 39  | .524 | 3.º en Southwest | 6  | 2  | 4  | .333  | Pierde en primera ronda |
| Memphis  | 2017-18 | 19  | 7  | 12  | .368 | (despedido)      | —  | —  | —  | —     | —                       |
| New York | 2018-19 | 82  | 17 | 65  | .207 | 5.º en Atlantic  | —  | —  | —  | —     | No playoffs             |
| New York | 2019-20 | 22  | 4  | 18  | .182 | (despedido)      | —  | —  | —  | —     | —                       |
| Total    | Total   | 205 | 71 | 134 | .346 |                  | 6  | 2  | 4  | .333  |                         |